# Carlotismo
El carlotismo fue el proyecto político para crear en el Virreinato del Río de la Plata una monarquía independiente, cuyo titular sería la infanta Carlota Joaquina de Borbón, hermana del rey Fernando VII de España, esposa y princesa consorte del príncipe regente Juan de Portugal.

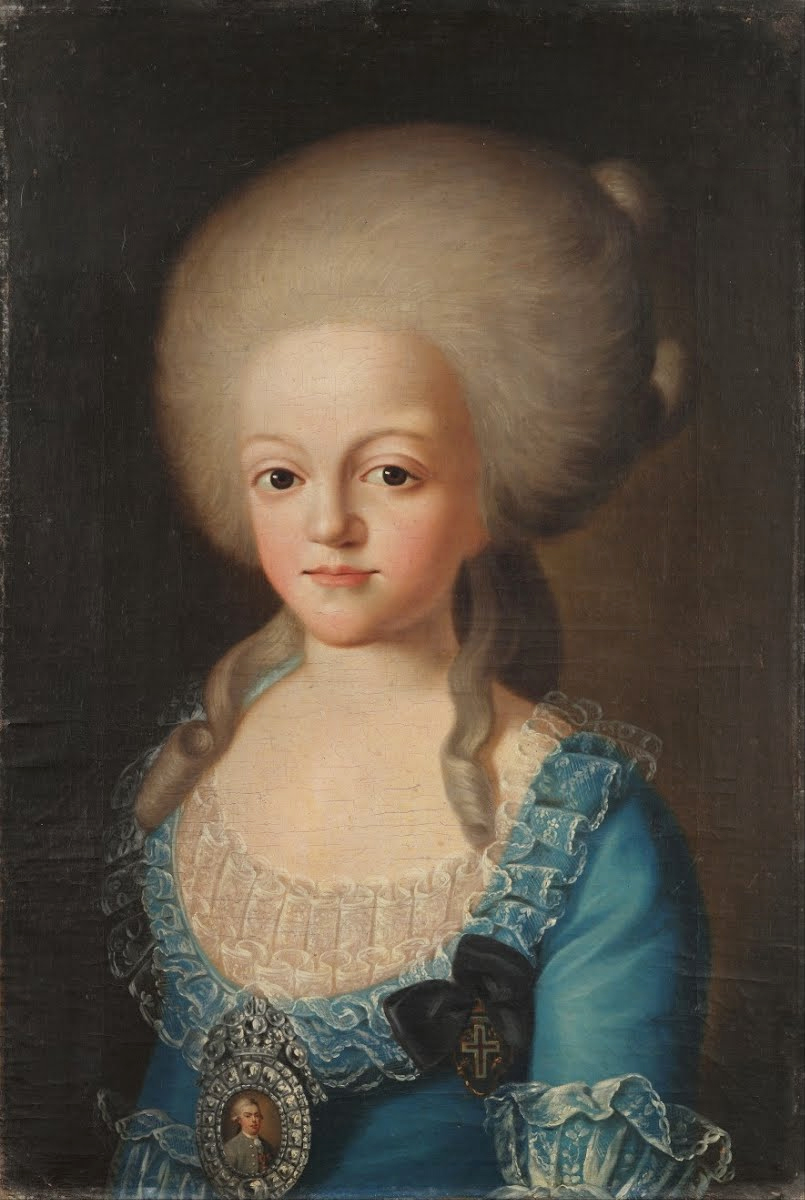
Carlota Joaquina de Borbón.

## Antecedentes

### Rivalidad entre España y Portugal en el Río de la Plata
El Tratado de Tordesillas trazó una línea de polo a polo que asignó a la corona de Portugal una porción de América del Sur. Esa porción, el Brasil, tenía un límite no demarcado con las áreas asignadas a España, con lo cual fue natural que pronto surgieran conflictos territoriales. Esos conflictos llegaron a ser muy graves en la zona del Río de la Plata, especialmente a partir de la fundación portuguesa de Colonia del Sacramento, en 1680.
Desde entonces, Portugal pretendió expandir sus dominios sobre el Río de la Plata, e incluso dominar toda la Banda Oriental del mismo. Se convirtió en el rival secular de España en esa región, y así era considerado por la población española del Plata.
De hecho, la fundación del Virreinato del Río de la Plata, en 1776, se debió exclusivamente a la necesidad de frenar las ambiciones de Portugal en esa región. La capital del nuevo virreinato, Buenos Aires, fue debidamente dotada de abundantes fuerzas militares. Si bien, con el paso del tiempo, esas fuerzas fueron disminuyendo, la ciudad seguía siendo sede de un considerable poder militar. En la Banda Oriental, la ciudad de Montevideo fue amurallada y contaba también con una fuerte guarnición militar.
En la primera década de 1800 –al menos hasta las invasiones inglesas, que comenzaron en 1806– el Brasil era el principal rival y potencial enemigo del Virreinato del Río de la Plata.
Desde la independencia portuguesa en 1640, el único y permanente aliado de ese país era el Reino Unido.

### La corte portuguesa en Brasil

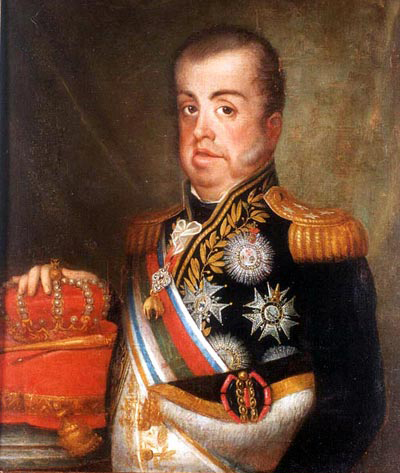
Juan VI de Portugal.

Desde el año 1796, España estaba aliada a la Francia revolucionaria. Esa política continuó durante el gobierno del emperador Napoleón Bonaparte, y llevó a una nueva guerra entre Portugal y España, conocida como la guerra de las Naranjas. Si bien España triunfó en Europa, el Brasil incorporó en 1801 las Misiones Orientales, sin que las fuerzas de Buenos Aires pudieran hacer nada para impedirlo o recuperarlas.
Desde 1807 en adelante, derrotado en el mar en la batalla de Trafalgar, el Emperador decidió establecer el bloqueo continental contra Gran Bretaña – esto, es el cierre de todos los puertos a los buques de esa nacionalidad. Para ello, el Imperio necesitaba asegurarse de evitar completamente la posibilidad de comercio en Europa continental.
En consecuencia con este objetivo, el 12 de agosto de 1807, el príncipe regente de Portugal, futuro Juan VI de Portugal –su madre la reina María I había sido incapacitada debido a su demencia– recibió un ultimátum conjunto de España y Francia: en veinte días debía declarar la guerra a Gran Bretaña y cerrar todos los puertos a sus buques, además de expulsar a su embajador y detener a todos sus súbditos. Apurado por la urgencia de la amenaza, Juan anunció al embajador británico, Lord Strangford, que simularía un estado de guerra con Gran Bretaña, para ganar tiempo.
El ministro de relaciones exteriores británico, George Canning, propuso en cambio otro plan: el traslado de toda la Corte portuguesa y la familia real a Brasil. El 22 de octubre, Canning y el embajador portugués Domingo Souza Coutinho firmaron el tratado por el que se establecía:
1- La entrega de toda la escuadra portuguesa – de guerra y mercante – a Gran Bretaña.
2- El traslado de la Reina, el Príncipe, su familia y toda la corte a Brasil, en la escuadra británica.
3- Un nuevo tratado comercial, que permitía a Gran Bretaña introducirse en el mercado brasileño.
4- La ocupación británica de la isla de Madeira.
El ejército francés cruzó España a fines de noviembre, para deponer a la reina y al regente, y dividírselo con el rey de España. Inmediatamente el ejército francés al mando del general Junot invadió Portugal, avanzando directamente hacia Lisboa. Apremiado por Strangford, el rey determinó realizar la Transferencia de la Corte portuguesa a Brasil y ordenó embarcarse a toda la corte y funcionarios reales que se hallasen en Lisboa. El ejército invasor ocupó la capital portuguesa cuando todavía se podían ver en el mar los últimos buques en que la corte portuguesa se trasladaba al Brasil. En total, eran unas 15.000 personas embarcadas en 36 buques, que llegaron a Río de Janeiro a fines de ese año.

### España en manos de Napoleón

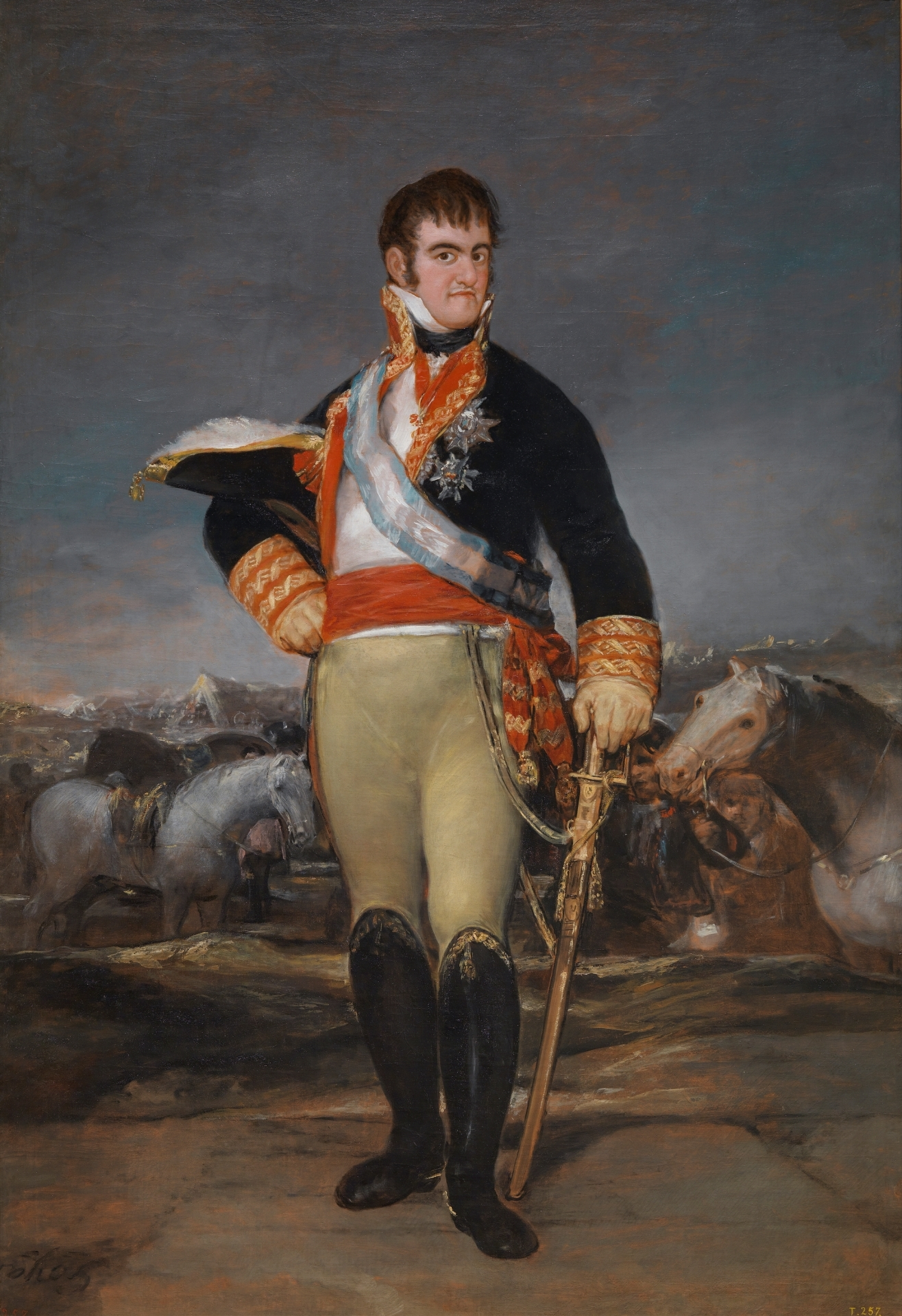
Fernando VII de España, el Deseado.

El ejército francés había ingresado a España con permiso del Rey Carlos IV de España, pero muy pronto comenzó a comportarse como un ejército de ocupación en territorio invadido. Mientras tanto, el príncipe Fernando tramó un cambio de política, no en oposición a la alianza francesa, sino a la nefasta influencia del favorito, Manuel Godoy. Descubierto y sancionado el príncipe, el 27 de marzo de 1808 estalló el motín de Aranjuez, que obligó a Godoy a huir. Dos días más tarde, Carlos IV abdicó a favor de su hijo, que fue proclamado como Fernando VII.
La noticia de la proclamación de Fernando fue enviada a las posesiones americanas y –como era costumbre– el nuevo rey fue jurado en todas las ciudades importantes del decadente Imperio español. En el Río de la Plata, en particular, el virrey Santiago de Liniers esperaría la definición del conflicto –ante la previsible reacción de Napoleón– sin tomar partido alguno. Hostigado por el alcalde Martín de Álzaga, que lo acusaba de connivencia con los franceses, terminó por ordenar el juramento de Fernando VII con varias semanas de retraso, el 21 de agosto.
Pero Carlos cambió pronto de idea y reclamó de nuevo su perdido trono, a lo que Fernando se negó. Entonces escribió a Napoleón, pidiéndole ayuda para recuperarlo.
El emperador llamó a su presencia a Carlos y a Fernando, para entrevistarse con ellos en Bayona. Antes de reunirse con el nuevo rey, se entrevistó con el antiguo, al que presionó y obligó a prometerle que le entregaría la corona. Acto seguido, exigió a Fernando que abdicara a favor de su padre, e inmediatamente ambos abdicaron de sus derechos al trono en favor de Napoleón, con lo que este designó a su hermano José Bonaparte como nuevo rey de España.
Entretanto, la salida de la familia real española hacia Francia provocó una rebelión contra los franceses: el 2 de mayo se inició una revolución en Madrid, que llevaría a la guerra de la Independencia española. Los españoles utilizaron la figura de Fernando como símbolo de su resistencia a la invasión francesa, y juraron defender su derecho al trono. Reunieron sucesivas juntas de gobierno en la mayor parte de las ciudades libres del invasor, y se gobernaron por sí mismas, en nombre de Fernando VII.
Algún tiempo después, se formaría una Junta Suprema Central, que reuniría a los representantes de las juntas locales. Esta Junta Suprema estableció una alianza con Gran Bretaña el 4 de julio de 1808, alianza que tendrá suma importancia para la resistencia española a partir de mediados de 1809. Por de pronto, la batalla de Bailén será una resonante victoria sobre el ejército francés, que retemplará la resistencia al invasor. 
Por su parte, las posesiones españolas en América decidieron masivamente acompañar la resistencia de los españoles europeos contra las pretensiones de José Bonaparte.

## Carlota Joaquina

### Política portuguesa para el Río de la Plata

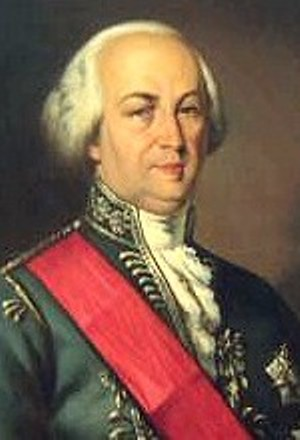
Rodrigo de Sousa Coutinho, marqués de Linhares, ministro de Negocios Exteriores y Guerra de la corte portuguesa.

Apenas llegada al Brasil, la Corte portuguesa dio nuevo impulso a las ambiciones expansionistas contra las vecinas posesiones españolas, especialmente sobre el Río de la Plata. El más entusiasta partidario de esa política expansiva fue el ministro de Negocios Exteriores y Guerra, Rodrigo de Sousa Coutinho, que se proponía lisa y llanamente anexar al Brasil toda la Banda Oriental del Río de la Plata.
No tuvo mucho tiempo la corte portuguesa para llevar a cabo sus planes militares, pero igualmente Souza Coutinho llegó a iniciar la reunión de un poderoso ejército de invasión hacia el sur.
Domingo de Sousa Coutinho escribía a su hermano: 

”Que marchen, pues, los ejércitos de Su Majestad hasta llegar a la línea natural de las fronteras de su reino… que las tropas portuguesas del Brasil desde Río Grande y Matto Grosso, penetren y se extiendan, como lo crean conveniente hasta el Río de la Plata y las minas de Potosí; publicado las mismas proclamaciones de hostilidad que el general Junot y el marqués del Socorro publicara al entrar en Lisboa al frente de los franceses y españoles, y este equivalente sin declaración de guerra será la mejor y más segura forma de hacer respetar su reino y sus vasallos en Europa.”

En consonancia con esa política, el brigadier Joaquín Javier Curado fue enviado al Río de la Plata, con un ultimátum a sus autoridades, en el que ofrecía en nombre de su soberano tomar el cabildo y el pueblo de la ciudad de Buenos Aires y todo el virreinato bajo su Real Protección. Caso contrario se desataría la guerra, ya que su rechazo significaría tener que "hacer causa común con su poderoso aliado", es decir, con Gran Bretaña.
La noticia de la doble abdicación de Bayona trastornó esos planes (de hecho, el ultimátum llevado por Curado nunca llegó a ser entregado en Buenos Aires), y Sousa Coutinho pensó que la nueva situación le permitiría a su rey apoderarse, ya no de la Banda Oriental, sino de todo el Virreinato del Río de la Plata, con el cual el Brasil compartía alrededor de 4.000 kilómetros de fronteras.
El instrumento de su política iba a ser la esposa del príncipe regente, residente también en Río de Janeiro, Carlota Joaquina de Borbón, hermana mayor de Fernando VII. Por otro lado, residía también en Río de Janeiro su primo Pedro Carlos de Borbón, hijo de Gabriel de Borbón, hermano del Rey Carlos IV.
No obstante, el brigadier Curado ya estaba en camino al Río de la Plata. Se instaló en Montevideo, donde tuvo algunos problemas con el gobernador Francisco Javier de Elío, que pronto organizaría una Junta de Gobierno local, en oposición al virrey Santiago de Liniers.

### La Justa Reclamación

Pretensiones de Carlota Joaquina de Borbón en la Justa Reclamación.

Simultáneamente con los planes de Souza Coutinho, otros dos personajes estaban haciendo planes: la infanta Carlota Joaquina –aparentemente separada de su marido– y el comandante de la escuadra británica en el Brasil, lord William Sidney Smith. Este era un admirador de la princesa, y dirigió junto con ella un plan ambicioso. La opción de Carlota Joaquina tenía validez en tanto que en ausencia del rey de España, era el único miembro de la familia real que escapaba del control napoleónico. 
Tras darlo a revisar por Sidney Smith, Carlota redactó dos documentos iguales, firmados por ella y el príncipe Pedro Carlos de Borbón, para presentarlos al príncipe regente. Se trataba de la "Justa Reclamación", por la que solicitaban a don Juan su protección ante la usurpación napoleónica, para conservar los derechos de su familia en la América española, ocupando el trono como regente del reino de España en los virreinatos y capitanías generales americanas.
Una particularidad de la Justa Reclamación consistía en que desconocía los derechos de Fernando a la corona, ya que consideraba que todo el proceso que había llevado a ser rey de España a José Bonaparte estaba viciado, desde el Motín de Aranjuez. Para Carlota, el legítimo rey era su padre Carlos IV de España, y ella se presentaba como heredera de sus derechos en su ausencia y del que –según ella– seguía siendo el monarca español.
Poco después, la infante y el príncipe enviaban un manifiesto a Buenos Aires, dictado al parecer por Sidney Smith, modificado y corregido por el marqués de Linhares y el ministro luso-brasileño de Negocios Exteriores y Guerra Rodrigo de Souza Coutinho. El encargado de llevarlos a Buenos Aires fue el comerciante Carlos José Guezzi.
En la noche del 10 de septiembre, el virrey, el obispo Benito Lué y el cabildo porteño recibieron la notificación de Curado desde Montevideo. Para ese momento, Curado ya había emprendido su regreso a Río de Janeiro.
Ese mismo día, el gobernador Elío enviaba un mensaje a las autoridades porteñas, con la exhortación a deponer al sospechoso Liniers de su cargo de virrey.
Al día siguiente, 11 de septiembre, Carlos Guezzi entregó los pliegos de Carlota Joaquina, con el manifiesto de la Justa Reclamación de Carlota Joaquina a diversos personajes: el virrey Liniers; el alcalde de primer voto, Martín de Álzaga; el comandante del Regimiento de Patricios, Cornelio Saavedra; el asesor Juan de Almagro; el juez Anzoátegui; el secretario del Consulado de Comercio de Buenos Aires, Manuel Belgrano; los sacerdotes Guerra y Sebastiani; el contador Calderón; el jefe de aduana; los militares Gerardo Esteve y Llach, Martín Rodríguez, Pedro Cerviño, Núñez y Vivas; y varios miembros del cabildo. También estaba dirigido a Elío, el único destinatario que no residía en Buenos Aires.
El virrey le escribió inmediatamente, contestando que 

"Después de haber jurado la majestad del Señor Don Fernando VII, y reconociendo la Junta Suprema de Sevilla quien lo representa, nada se puede innovar a nuestra presente constitución sin su acuerdo."

En el mismo sentido respondieron todos los otros destinatarios de la Justa Reclamación, a excepción de Belgrano. El cabildo fue el más explícito, reclamando ante lo que consideraban una injerencia de la Corte Portuguesa en los asuntos internos de España.
En cualquier caso, el histórico enfrentamiento entre España y Portugal por la cuenca del Río de la Plata, en que cupo un papel muy activo a Buenos Aires, hizo prácticamente imposible que semejante pretensión de la esposa del heredero del trono portugués fuera aceptada.

## El partido carlotista

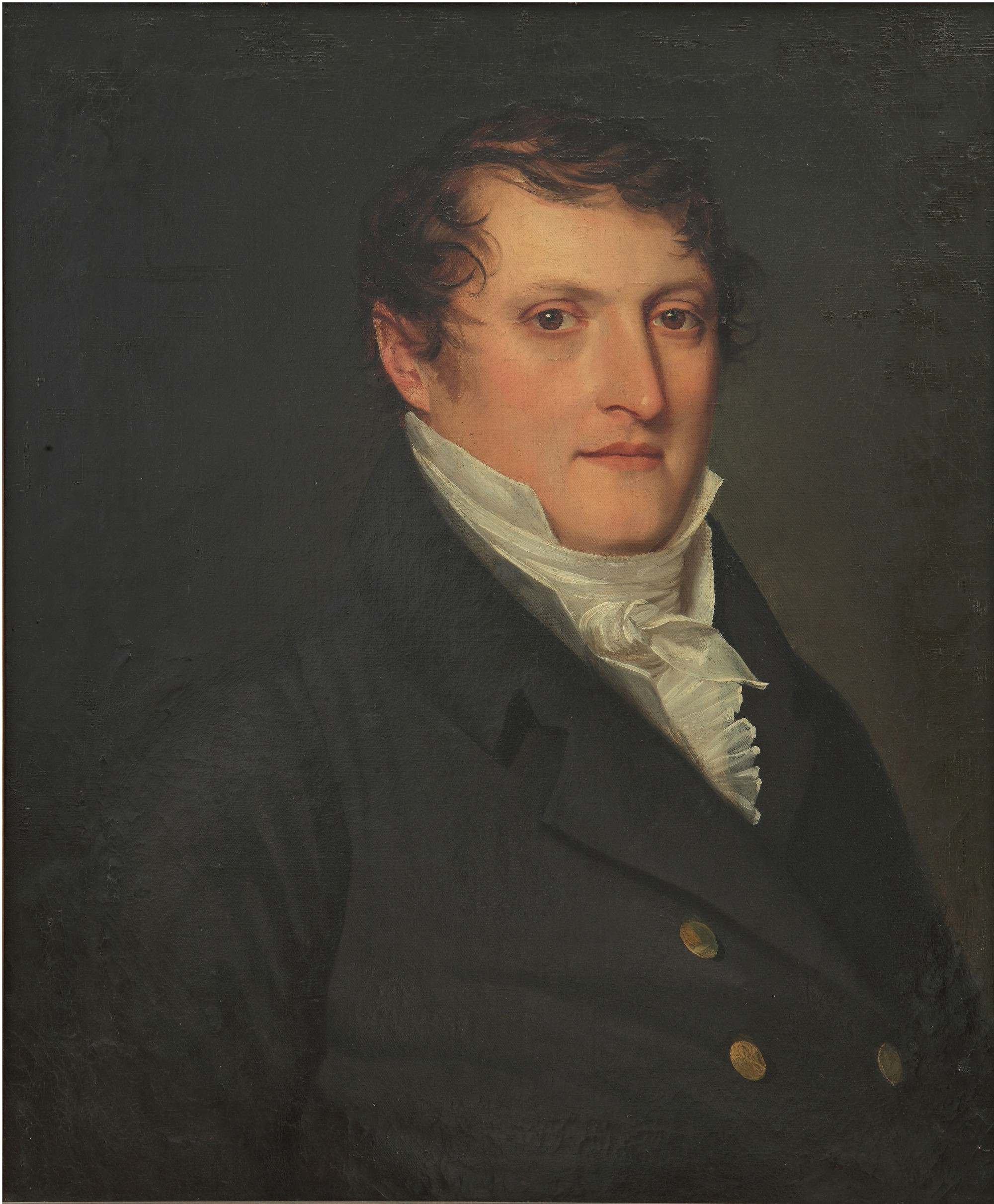
Manuel Belgrano fue uno de los principales partidarios del carlotismo en Buenos Aires.

No obstante, no todos en Buenos Aires rechazaron la invitación: el 20 de septiembre, en una carta conjunta, Manuel Belgrano, Hipólito Vieytes, Juan José Castelli, Nicolás Rodríguez Peña, Antonio Luis Beruti y Miguel Mariano de Villegas, anunciaron a la princesa Carlota Joaquina su adhesión, alegrándose que, en caso de que ésta asumiera en Buenos Aires, 

"…cesaría la calidad de colonia, sucedería la ilustración, el mejoramiento y perfeccionamiento de las costumbres; se daría energía a la industria y al comercio, se extinguirían aquellas odiosas distinciones entre europeos y americanos, se acabarían las injusticias, las opresiones, la usurpación y dilapidaciones de la renta."

Cuestionando la legitimidad de la recién jurada Junta Suprema de Sevilla –a la que se había confundido con la Junta Suprema Central próxima a formarse– agregaba el manifiesto: 

…no se puede ver el medio de inducir un acto de necesaria dependencia de la América Española a la Junta de Sevilla; pues la constitución no precisa a que unos Reinos se sometan a otros, como un individuo que no adquirió derechos sobre otro libre, no le somete."

Curiosamente, el mismo día en que la carta fue enviada, se establecía en Montevideo la Junta de Gobierno local, controlada por Elío. El detonante para la instalación de esta Junta fue el rechazo del gobernador enviado por Liniers a reemplazar a Elío, Juan Ángel Michelena. 
En la práctica, el grupo no tuvo una existencia formal, como partido político o logia. No obstante, desde su aparición, las autoridades españolas –comenzando por el mismo Liniers– le llamarían el "partido de la independencia". No obstante, no era exactamente la independencia lo que preconizaban, sino una mayor autonomía y la sanción de alguna constitución que mediatizara el poder del rey. Con el paso del tiempo, es seguro que sus ideas fueron evolucionando, volcándose cada vez más a la idea de independencia, ya que consideraban que el rey jamás volvería a gobernar en España.
Belgrano escribiría, años más tarde, en sus Memorias:

"Sin que nosotros hubiéramos trabajado para ser independientes, Dios mismo nos presenta la ocasión con los sucesos de 1808 en España y en Bayona. En efecto, avívanse entonces las ideas de libertad e independencia en América, y los americanos empiezan por primera vez a hablar de sus derechos... Entonces fue que, no viendo yo un asomo de que se pensara en constituirnos y sí a los americanos prestando una obediencia injusta a unos hombres que por ningún derecho debían mandarnos, traté de buscar los auspicios de la Infanta Carlota y de formar un partido a su favor, oponiéndose a los yiros de los déspotas que celaban con el mayor anhelo para no perder sus mandos y, lo que es más, para conservar la América dependiente de la España, aunque Napoleón la dominare."

A medida que el proyecto carlotista fue tomando cuerpo, se enemistó con el grupo de Martín de Álzaga y Francisco de Elío, que pretendía asegurar las posesiones españolas instalando Juntas de gobierno en todas las ciudades importantes. Los carlotistas consideraban a este movimiento "democrático", término que –en la imaginación de la gente de ese tiempo– estaba relacionado con el caos político y social, sobre todo por su utilización durante la Revolución francesa. También sospechaban que la intención verdadera de los juntistas era prolongar indefinidamente la preeminencia de los europeos sobre los americanos en el gobierno y en el comercio.
En enero de 1809, instaba Belgrano en un manifiesto a los habitantes del Perú:

"...Si por desgracia nuestra metrópoli es subyugada, se celebren inmediatamente Cortes, para que, establecida la Regencia al cargo de la Sra. Infanta, Dña. Carlota Joaquina, haya un gobierno que sirva de exemplo a la decadente Europa, y vivamos en tranquilidad y seguridad... sin prestar oídos a los silbidos de la serpiente que quiere induciros a la democracia."

La idea central de los carlotistas era establecer en el Río de la Plata una monarquía constitucional –es decir, moderada– en la que primaran los criollos sobre los españoles europeos. La diferencia no era menor: la constante –y, desde la instalación de la dinastía borbónica, creciente– preferencia del gobierno central por los europeos para todos los cargos de alguna responsabilidad en el gobierno, la Iglesia y el ejército era el principal motivo de queja de los americanos contra la administración colonial española. Y sería la más determinante para la Independencia Hispanoamericana.
Los dos puntos débiles del razonamiento de los carlotistas eran: primero, que la auténtica posibilidad de la coronación de Carlota Joaquina habría significado que el territorio del Virreinato del Río de La Plata en la práctica formase parte del Brasil, subordinando las antiguas posesiones españolas a la corte portuguesa asentada en Río de Janeiro.
El otro punto débil sería por demás evidente algo más tarde: toda la esperanza de los carlotistas era crear una monarquía constitucional dirigida por la Infanta Carlota Joaquina pero ella era en verdad una absolutista convencida, y no estaba dispuesta a aceptar límite alguno a su poder real, por lo cual jamás podría aceptar el proyecto político de los carlotistas.

### Los carlotistas versus los juntistas
Los principales miembros del partido carlotista eran:
Manuel Belgrano, abogado, secretario del Consulado de Comercio. El de mayor edad y el iniciador del grupo.
Juan José Castelli, primo del anterior y también abogado, que reemplazaba periódicamente a Belgrano en la secretaría del Consulado.
Hipólito Vieytes, comerciante y fabricante de jabones y velas.
Nicolás Rodríguez Peña, abogado y empresario, socio del anterior, hermano de Saturnino Rodríguez Peña, que había colaborado con los invasores durante las invasiones inglesas.
Antonio Luis Beruti, abogado y después militar.
Miguel Mariano de Villegas, jurisconsulto de la Real Audiencia de Buenos Aires.
No pertenecían al grupo, sin embargo, otros dirigentes que se comunicaron con la Infanta para no cerrar las puertas a ninguna posibilidad. Antes que nadie, Cornelio Saavedra, coronel del Regimiento de Patricios, el más importante de la ciudad, que negó categóricamente su participación, y la volvería a negar enfáticamente en sus Memorias, pero que escribió a la Infanta poniéndose a su disposición.
Desde entonces, y hasta la Revolución de Mayo, se establecerían dos partidos políticos activos, y con ideas claras y en desarrollo: los carlotistas y los juntistas.
Otros personajes importantes de Buenos Aires, no vinculados con los juntistas ni con los carlotistas, se identificaron como grupo político alrededor del militarmente poderoso Saavedra. La participación de este en la represión de la asonada de Álzaga, en enero del año siguiente, le permitió disolver los cuerpos militares que no eran afectos a su grupo –principalmente los formados por españoles europeos– y ganar posiciones en una escalada por el poder. Llegaría a conformar un tercer partido político, con algunas ideas vagamente independentistas. No obstante, no estaba organizado como partido, no tenía ideas políticas claras ni estructura política alguna. Pero tenía el símbolo más destacado de poder: el poder militar.
Por cierto, existían algunos partidarios de la Infanta en otros lugares, pero solo en Buenos Aires llegaron a ser un partido con objetivos y alguna posibilidad de accionar políticamente.

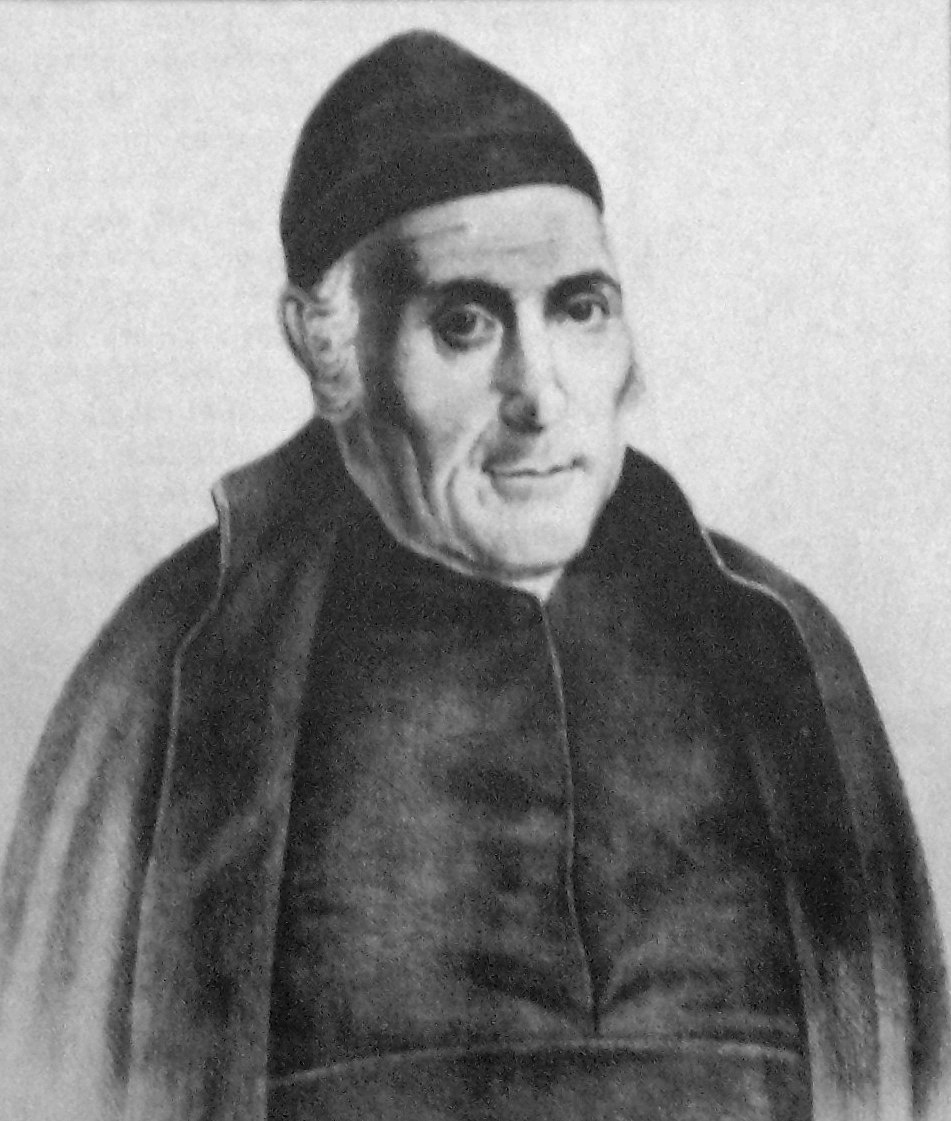
El Deán Gregorio Funes.

Entre los partidarios abiertos u ocultos de la princesa apareccieron también ciertos personajes del interior del Virreinato: el Deán Gregorio Funes y su hermano Ambrosio, Juan Andrés de Pueyrredón y algunos otros. En el vecino Virreinato del Perú, los partidarios de Carlota Joaquina fueron casi inexistentes, excepto en Arequipa, ciudad de la que era oriundo José Manuel de Goyeneche, y en la que tenía muchos corresponsales.
El 15 de noviembre de 1808, Felipe Contucci envió una nota a Souza Coutinho (ministro de Relaciones Exteriores del gobierno portugués-brasileño de Río de Janeiro), que incluía una lista de los personajes que él consideraba partidarios del carlotismo; en total eran 124 nombres: figuraban el Deán Funes, los coroneles Saavedra y Miguel de Azcuénaga, los sacerdotes Julián Segundo de Agüero, Cayetano Rodríguez y Juan Nepomuceno Solá, los abogados Juan José Paso y Feliciano Chiclana, además de los carlotistas más reconocidos. De todos ellos, solamente Funes -que abandonaría posteriormente el partido- y Paso, que se incorporaría tardíamente al mismo, pueden ser identificados con el carlotismo. En realidad, es seguro que Contucci había agregado nombres para aumentar la lista, o al menos se trataba de una lista de las personas a las que él había enviado la correspondencia de Carlota, hubieran respondido favorablemente o no. En efecto, la lista incluía al menos dos personas ya fallecidas, ambas del Alto Perú. 
Carlota envió sus mensajes a personajes principales de todo el Imperio español, especialmente a Quito, La Habana, Caracas, Valparaíso y Ciudad de México. El ayuntamiento de Quito recibió pliegos tanto de Carlota como de Pedro Carlos de Borbón. El 22 de febrero de 1809 se resolvió que el procurador general les diera respuesta. Aparentemnete, no fructificó el establecimiento de un partido carlotista en el Reino de Quito. En Valparaíso tuvo menos partidarios que detractores y se conformó un partido anticarlotista, dirigido por José Antonio Ovalle y Bernardo Vera y Pintado. En el Virreinato de Nueva España —actual México— se planteó seriamente la candidatura a la regencia de Pedro Carlos de Borbón, y las cartas de Carlota movilizaron esta candidatura, no la suya; es que en Nueva España se desconocía por completo la anulación de la Ley Sálica (que excluía a las mujeres de la corona y el trono).
Por último, Carlota también intentó convencer de su proyectada regencia a los personajes centrales de la resistencia en la España europea, como los generales Francisco Javier Castaños y José de Palafox y Melci, o los exministros Gaspar Melchor de Jovellanos y  el Conde de Floridablanca. Sólo este último llegó a considerar la candidatura de Carlota con seriedad, y cuando fue presidente de la Junta de Murcia, lanzó un manifiesto apoyándola: 

"Que Su Majestad no podía variar el establecimiento español, cuya observancia había jurado guardar; y, por consecuencia, la Señora Carlota Princesa del Brasil debía ser admitida a la Corona a falta de sus hermanos varones."

### Los embajadores de Carlota
Además de Guezzi, el mensajero de la Infanta, otro personaje muy particular sirvió de nexo con la Princesa hispano-portuguesa: Felipe da Silva Telles Contucci, oriundo de Florencia, Italia, de padre portugués, y afincado como comerciante desde tiempo atrás en Buenos Aires. Fue el encargado de llevar el mensaje de los carlotistas a la Infanta, y medió en posteriores mensajes cruzados entre Carlota y sus partidarios, tratando de limar algunas asperezas.
El secretario de Carlota, el español José Presas, era el encargado de traducir del portugués al español, y del español al portugués, todos los mensajes. También tuvo un papel importante, alejando de los proyectos carlotistas a Souza Coutinho, que pretendía favorecer los planes expansionistas de la Corte.

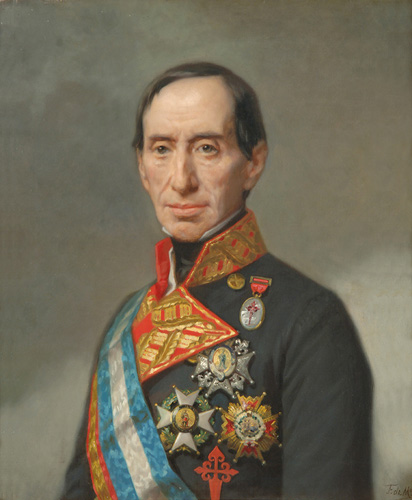
José Manuel de Goyeneche.

El más importante –a largo plazo– de los mensajeros de la Infanta, fue un oficial recién llegado de España, José Manuel de Goyeneche. El historiador Ramón Muñoz, en su obra "La guerra de los 15 años en el Alto Perú", acusó a este de haber sido partidario de Napoleón, haberse pasado al juntismo y que más tarde sería absolutista; pero que, por el momento, decidió unirse a los planes de Carlota. Aclarando que lo hacía meramente a título de mensajero, Goyeneche llevó un nuevo mensaje a los partidarios de la Infanta en Buenos Aires. Según el mismo Ramón Muñoz en la obra citada, estando en Montevideo decidió jugar alternativamente la carta carlotista y la juntista. Como las autoridades de Buenos Aires rechazaban de plano las pretensiones de la princesa de Portugal, no sacó a relucir la carta de Carlota.
Sin embargo, de acuerdo a documentos custodiados en el Archivo Histórico Nacional y en el Archivo General de Indias, Goyeneche mantuvo siempre informada a la Junta Suprema de Sevilla de todos los pliegos y cartas intercambiadas con la Infanta. Estos mismos documentos ponen en duda su complicidad con los invasores franceses.
La respuesta de Carlota Joaquina fue redactada por Saturnino Rodríguez Peña y partió hacia Buenos Aires llevada por el médico británico Diego Paroissien. No obstante, este no logró llegar a destino, ya que fue arrestado por Elío y sus papeles confiscados. Sometido a juicio y defendido por Castelli, fue liberado condicionalmente poco antes de la Revolución de Mayo. Después de ésta, el juicio fue sencillamente abandonado.
Otro de los mensajeros entre la Infanta y el grupo carlotista fue Juan Martín de Pueyrredón, que tenía participación en otras intrigas políticas. Fue arrestado, huyó y regresó a Buenos Aires, pero no llegó a tomar contacto con el grupo de Belgrano hasta muy poco antes de la Revolución.

### Intromisión de Strangford

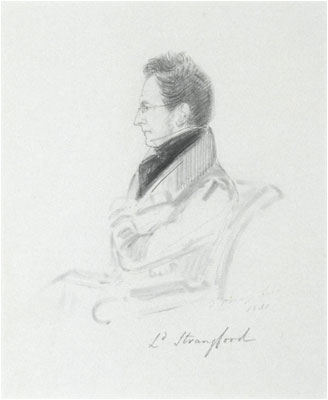
Lord Strangford fue durante años embajador de Gran Bretaña ante la corte portuguesa.

Lord Strangford, gestor del traslado al Brasil de la corte, viajó a Río de Janeiro recién a mediados de 1808. Inicialmente apoyó los planes de Souza Coutinho y de Sidney Smith, con la única condición de que se quitara del medio a Pedro Carlos, un candidato títere.
Pero cuando le llegaron las noticias de la alianza de Gran Bretaña con España, recibió instrucciones de frenar el movimiento juntista, ya que la intención de Gran Bretaña era avanzar sobre los mercados de la América Española, pero sin alterar las estructuras políticas. El objetivo del Ministerio de Relaciones Exteriores y de la Foreign Office era reemplazar las juntas peninsulares por un Consejo de Regencia, controlado por los británicos, hasta el regreso de Fernando.
Desde ese punto de vista, también el carlotismo era una amenaza a sus planes, ya que ponía en duda la autoridad de Fernando VII, que era el rey que reconocían tanto las juntas como Gran Bretaña. Por otro lado, se desconocían los derechos de Fernando VII a favor de su padre; si la diplomacia británica aceptaba eso, se ponía en contra de todas las juntas españolas, incluida la Junta Central.
Por otro lado, a Gran Bretaña no le convenía una unificación de España y Portugal. El anuncio de Carlota, en el sentido de que "he creído conveniente (aunque a V. M. le parezca extemporáneo) hacer notar a V. M. mis intenciones en caso de que se verifique mi ascenso al trono de España, a saber: que yo quiero que se mantenga absolutamente independiente en la misma forma y manera que se ha mantenido el Reino de Nápoles por el Tratado de Utrecht, evitando así la reunión de dos coronas en una misma cabeza, guardando un equilibrio perfecto, buscando que las dos naciones gocen de sus derechos, costumbres, leyes y lenguaje, ya que esto sería impracticable y hasta ilusorio bajo cualquier otro sistema", estaba claro que ambos reinos tendrían un mismo heredero.
De modo que Strangford anunció a Souza Coutinho y a la princesa que Gran Bretaña se oponía al proyecto carlotista. Debió confrontar abiertamente con Sidney Smith, en varias ocasiones con inusitada violencia verbal.
Carlota estaba ansiosa de trasladarse al Río de la Plata, y ofreció a su marido un tratado por el que entregaba a Portugal la Banda Oriental, que este rechazó, con apoyo de Strangford. En respuesta, el almirante encargó a Saturnino Rodríguez Peña un nuevo mensaje a los carlotistas del Río de la Plata. En este, Rodríguez Peña avanzaba en sus pretensiones mucho más de lo que hubiera deseado Carlota Joaquina: tras ponderar la capacidad y dignidad de la Infanta, agregaba que 

"convocando Cortes, será muy conveniente para este caso acordar todas las ambiciones y circunstancias que tengan o puedan tener relación, en la feliz independencia de la Patria y con la dinastía que se establezca en la heredera de la inmortal María Isabel. ...aunque debemos afianzarnos, y sostener como un indudable principio, que toda autoridad es del pueblo, y que éste sólo puede delegarlo."

Semejante lenguaje era marcadamente liberal y no podía gustar a una sincera absolutista como Carlota Joaquina, que — por insinuación de Presas — denunció a su propio enviado, Diego Paroissien. Este fue arrestado en Montevideo y sometido a juicio. Durante el mismo, su defensor, Juan José Castelli, sostuvo distintos significados alternativos para la palabra "independencia", sugiriendo que se pretendía defender la independencia de España frente a Francia, pero sin afirmarlo categóricamente. Por supuesto, la carta de la Princesa, firmada el 4 de octubre, nunca llegó a destino.
En su denuncia al virrey Liniers, aseguraba Carlota que Paroissien 

"lleva cartas para varios individuos de esa Capital, llenas de principios revolucionarios y subversivos del presente orden monárquico, tendientes al establecimiento de una imaginaria y soñada República, la que tiempo hace está proyectada por una porción de hombres miserables y de pérfidas intenciones."

Al parecer, la Infanta había logrado formar irónicamente un grupo de partidarios entre personajes con ideas contrapuestas con las suyas. Según Strangford, este episodio brindó la oportunidad a la Princesa de aparecer haciendo un buen papel ante las autoridades virreinales.

### Decadencia del carlotismo

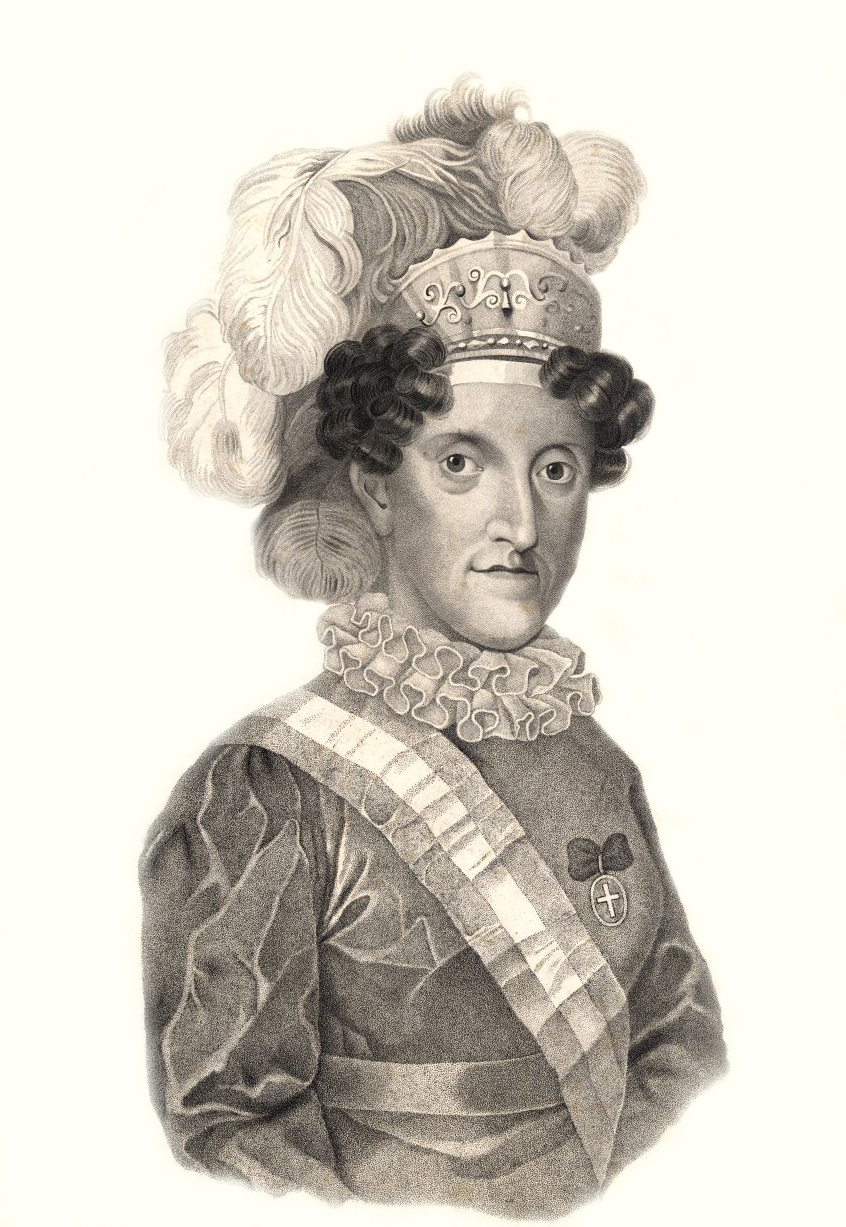
Carlota Joaquina de Borbón en 1827, cuando el carlotismo era ya un episodio lejano.

A fines de septiembre, Goyeneche llegaba a Chuquisaca, donde se presentó como representante de Carlota Joaquina, e intentó crear allí un partido carlotista. Fracasó por completo, por la resistencia de casi todas las autoridades. La Real Audiencia y la Universidad rechazaron tanto las pretensiones de Carlota, como la intención de las Juntas españolas de gobernar las posesiones americanas. El 11 de noviembre, en una reunión con todas las autoridades, su mandato fue rechazado por completo, en medio de un escándalo que terminó a golpes.
Cuando la ciudad se enteró de que Goyeneche estaba intentando algo que podría llegar a terminar en el traspaso del Virreinato a Portugal, estalló una serie de rebeliones que terminaría en la Revolución de Chuquisaca, que fue – en más de un sentido – el primer paso hacia la independencia de América española.
Goyeneche huyó a Lima, donde recuperó la prudencia perdida y se puso a órdenes del absolutista virrey José Fernando de Abascal y Sousa, quien ya había rechazado tajantemente las pretensiones que Carlota Joaquina le había enviado por escrito en 1808, siendo que en esa misma fecha Abascal había reconocido como rey de España a Fernando VII. Goyeneche no volvería a acordarse del manifiesto de la Infanta. Todo este conflicto causó un gran daño a las ya de por sí exiguas posibilidades del carlotismo en el interior del Virreinato del Río de la Plata.
El 20 de noviembre, llegó a Río de Janeiro la fragata Prueba, que llevaba a bordo al general Pascual Ruiz Huidobro, nombrado virrey del Río de la Plata por la Junta de Galicia. De más está decir que esa junta no tenía autoridad para nombrar un virrey en América, pero en el caos que era España, no parecía tan absurdo. De todos modos, Ruiz Huidobro nunca intentó hacer uso de su nombramiento.
El secretario Presas aconsejaba a Carlota que "haga el mayor empeño en que este marino no continúe su viaje, y antes al contrario, que se le proporcione buque para que, encargado con una aparente comisión de V.A, regrese a España, para evitar de este modo los males que don Pascual Ruiz Huidobro va a causar a la tranquilidad pública, y aún a la seguridad de las provincias del Río de la Plata." Estando la fragata en el puerto, la Infanta exigió que la esperara, ya que pensaba huir a bordo de la misma hacia Buenos Aires. El capitán del buque huyó de inmediato, aunque curiosamente varó a la salida de la bahía de Guanabara. Consiguió seguir viaje gracias al apoyo de buques de guerra británicos y portugueses, lo que pone de manifiesto las intrigas enfrentadas.
Pocos días después, el príncipe Juan prohibió a Carlota partir hacia Buenos Aires, alegando que le sería imposible tolerar la vida sin su amada esposa. Cabe aclarar que vivían separados hacía años desde que vivían en Lisboa, y ya ni siquiera participaban juntos en actos oficiales; de hecho, los cónyuges no se hablaban.

### Julio de 1809: la última oportunidad
Durante muchos meses más, Carlota Joaquina intentó varias opciones para trasladarse a Buenos Aires, que fracasaron una tras otra. El partido carlotista siguió existiendo, ajeno a las posibilidades reales de coronar a la princesa.
A mediados de 1809, la Infanta lanzó una segunda serie de proclamas; esta vez tuvo alguna posibilidad de éxito. Es que había llegado al Río de la Plata un virrey nombrado por la Junta Suprema Central en reemplazo de Liniers, Baltasar Hidalgo de Cisneros. Los carlotistas intentaron que este no fuera reconocido, y contactaron en ese sentido a los jefes militares de Buenos Aires de rechazar su autoridad. Saavedra escribió una carta a la Infanta, 

"suplicándole se digne mandar impartirme las órdenes que fuesen de su real agrado.”

No obstante, estaba claro que Saavedra no creía en las posibilidades de Carlota. En sus Memorias, escribiría años más tarde que 

"pasado el tiempo, y viendo que la Señora Infanta no realizaba sus promesas de venir a Buenos Aires como lo había prometido, que Cisneros ya estaba en Montevideo y llano su recibimiento al mando superior de estas Provincias, y expuesto a ser sacrificados nosotros por él, como se nos amenazaba descaradamente por… los europeos del 1ro de enero, empezó a resfriarse la opinión y, de grado en grado, cayó hasta el extremo de olvidarse.”

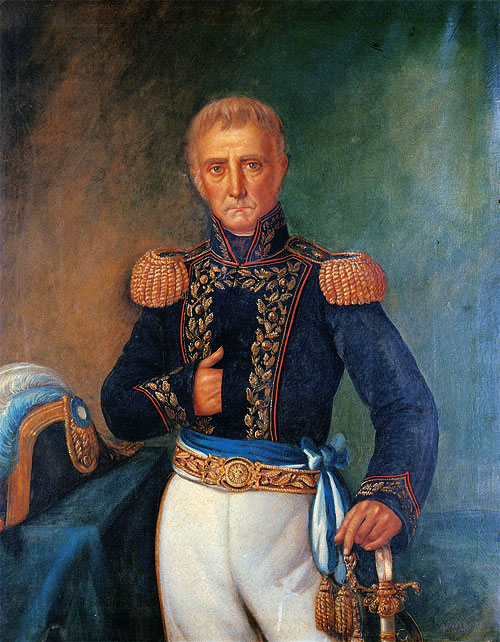
Cornelio Saavedra, partidario tardío de la Infanta Carlota.

Fue en ese momento que se produjo la huida de Pueyrredón, el cual fue enviado como emisario ante la Infanta, llevando una carta de Belgrano para ella –fechada el 9 de agosto– en la que pedía su inmediata partida hacia el Río de la Plata. Incluso se permitía aconsejar a la esposa del príncipe regente cómo unir a este a su causa.
Pero de hecho, ya era tarde. Todos confiaron en que Liniers haría honor a su origen popular, pero este ofreció entregar el poder a Cisneros. Incluso se adelantó a entregarle las insignias en Colonia. Saavedra, falto de apoyo de su superior, e influenciado por el coronel Pedro Andrés García, su amigo, prefirió esperar una oportunidad más clara de modificar la situación política a favor de la independencia.
Poco después, con el traslado del almirante Sidney Smith a Gran Bretaña, por pedido de Strangford, las posibilidades de la Infanta-Princesa de obtener apoyo británico para sus planes se vieron definitivamente obstruidas. Pueyrredón se entrevistó con Strangford, y no llegó a entregar la correspondencia a Carlota Joaquina; y, teniendo en cuenta que –para ese momento– Cisneros ya había asumido el mando, ni siquiera intentó hacerlo. Por lo que Saavedra se lamentó por el esfuerzo en su favor en una carta a la Infanta el 17 de julio:

“Señora nada he hecho que no sea conforme a los sentimientos de amor y fidelidad que profeso a mi Augusto Soberano y a su Real familia, y que siguiendo el ejemplo de mis mayores conservaré eternamente.”

Tardíamente, algunos personajes enviaron sus apoyos a la Infanta: tal fue el caso del obispo  de Salta, Nicolás Videla del Pino y del Deán Funes, en carta del 3 de agosto. Aún en noviembre, se halló un papel en poder de un fraile de Montevideo, con propuestas carlotistas. Contucci continuó informando a la Princesa desde Buenos Aires hasta fines de año, pero también se fue desanimando. Antes de que terminara el año, Contucci y Guezzi debieron huir para no caer presos.
El partido carlotista siguió existiendo en Buenos Aires, pero ya no soñaba con la llegada de la Infanta. El Deán Funes siguió escribiéndole, hasta fecha tan tardía como el 15 de febrero de 1810, y en ese mismo mes escribía a un sobrino que 

"No hay remedio. La España debe perderse irremediablemente, y dentro de muy poco tiempo será indispensable deliberar sobre nuestra suerte.”

## El final del carlotismo

### La Revolución de Mayo
La oportunidad tan esperada para la independencia llegó en mayo de 1810, con la noticia de la disolución de la Junta Central y la caída de casi toda España en manos de Napoleón. Semejante noticia causó el inicio de la Revolución de Mayo, que llevaría a la independencia de las Provincias Unidas del Río de la Plata, la mayor parte de las cuales formarían posteriormente la República Argentina.

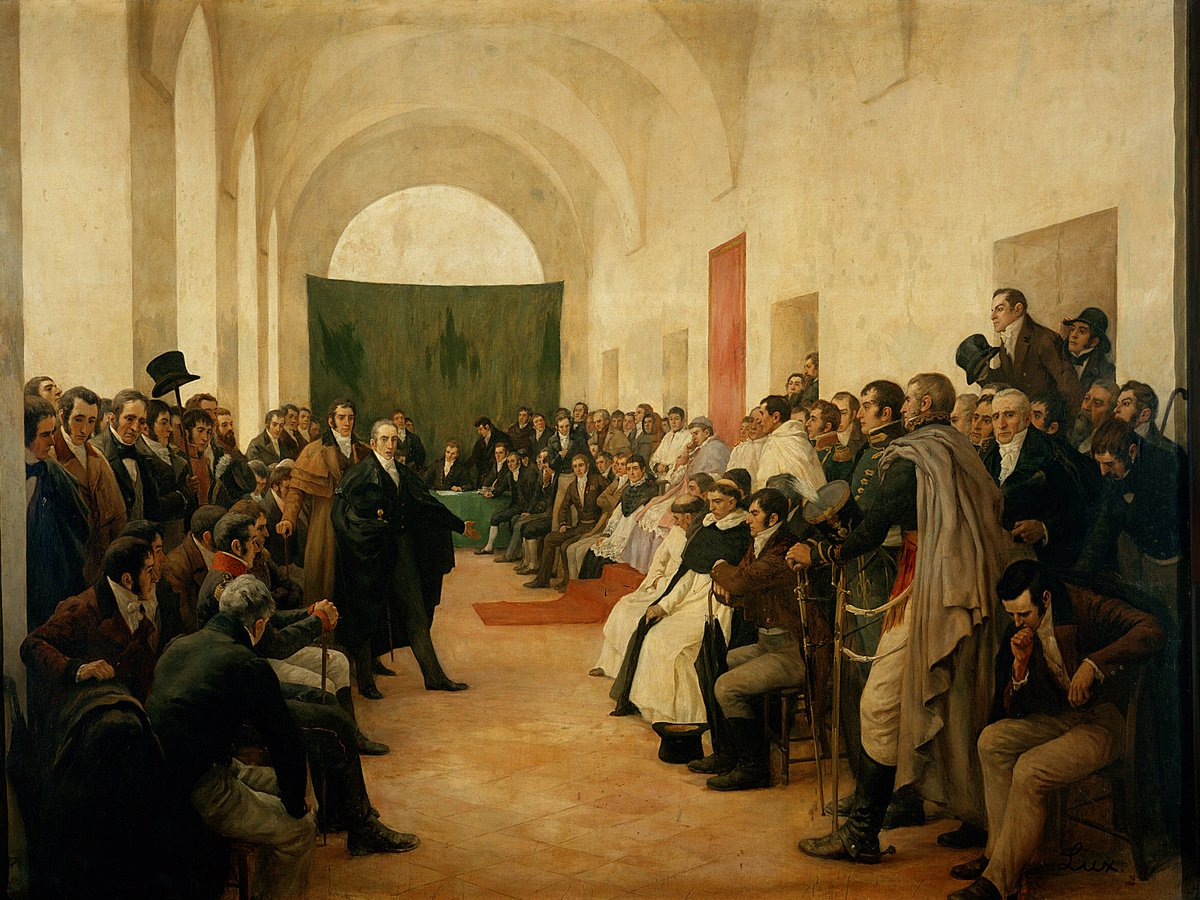
La Revolución de Mayo: el Cabildo Abierto del 22 de mayo de 1810, que decidió la expulsión del virrey Cisneros.

El partido carlotista jugó un papel muy activo en la Revolución, y aportó no solamente tres de los miembros de la Primera Junta de gobierno, sino también una parte importante de los cuadros revolucionarios. Aportó, también, mucha de su ideología. 
Belgrano, Castelli, Paso, French, Beruti y Vieytes formaron un formidable frente político, que se mantuvo muchos meses después de la Revolución, pero con el notable cambio de que debieron ceder el liderazgo a un juntista, Mariano Moreno. Como partido carlotista, en cambio, no volvieron a figurar en la historia.
En cuanto a Carlota Joaquina, jugó papeles muy secundarios en la política de la década de 1810, aun cuando el príncipe regente –que asumió en esos años el trono como Juan VI de Portugal– lanzó dos invasiones a la Banda Oriental. La segunda de estas invasiones fue completamente exitosa.
A fines de 1810, la Princesa y sus diplomáticos enviaron una nueva andanada de mensajes y manifiestos al Río de la Plata, pero fueron prácticamente desechados. No obstante, en esta etapa Martín de Álzaga –que estaba buscando alguna forma de recuperar poder político para los españoles– consideró durante algún tiempo la posibilidad de contar con la candidatura de Carlota Joaquina.
Tras la caída del sector morenista en la Junta Grande, la oposición hizo circular panfletos y un periódico —de un par de hojas— escrito a mano, en que se afirmaba que Saavedra era carlotista y pensaba entregar la revolución a manos del Brasil. Esto tenía alguna verosimilitud en razón de que en esa época llegaban periódicamente a Buenos Aires enviados de Elío, nombrado virrey y residente en Montevideo, quien estaba en contacto con Carlota. Además, en el norte, Goyeneche lideraba las tropas realistas; ya había cambiado de bando pero, visto desde la capital, seguía siendo sospechoso de simpatizar con la princesa. Esos panfletos parecen ser la razón de que Saavedra negara tan enfáticamente su contacto con la princesa en sus Memorias.

### Últimas apariciones del carlotismo
Durante los años siguientes, pareció que el carlotismo estaba definitivamente abandonado; la tendencia predominante en el Río de la Plata era hacia algún tipo de república, y la monarquía parecía un sistema de gobierno detestado por todos.
No obstante, a partir de 1816, como consecuencia de la restauración absolutista en Europa, reaparecieron los proyectos monárquicos en las Provincias Unidas. Incluso el propio Manuel Belgrano volvió a ser el adalid del monarquismo rioplatense. Pero esta vez, la candidatura de Carlota Joaquina parecía abandonada por completo. Sólo colateralmente fue tenida en cuenta, cuando se propuso casar a alguno de los nuevos candidatos al título de Rey del Río de la Plata con alguna joven de la Casa de Braganza para emparentar al proyectado monarca con la familia real portuguesa. Carlota Joaquina pasaba –en esos proyectos– de candidata al trono a ser candidata a suegra real.
En 1818, el coronel Manuel Vicente Pagola –que nada había tenido que ver en la formación del carlotismo– escribió un artículo en un periódico de Baltimore, en los Estados Unidos, donde estaba expatriado por orden de Juan Martín de Pueyrredón. En ese artículo, Pagola amenazaba con apoyar las pretensiones de Carlota Joaquina al trono, como candidatura alternativa a las de los varios príncipes que fueron propuestos en esos años para acceder como rey en el Río de la Plata. Fue la última vez que la candidatura de Carlota Joaquina fue mencionada.
En 1823, Pedro José Agrelo hacía en el periódico El Centinela una curiosa remembranza de las posibilidades de Carlota Joaquina, 

"en quien se pensó, tan de veras, como todos saben… y a quienes hicieron entrar en correspondencia hasta con los últimos menestrales de las provincias para hacerla querida, popular y aceptable. Ella reinó al modo de Luis XVIII desde que vino al Brasil hasta el 25 de mayo de 1810, en que ciertos demagogos ridiculizaron y destruyeron el plan, sin que por eso se abandonara enteramente… Siguió el interregno anárquico de la 1ra. Junta, se vulcanizaron las cabezas… y volvió por segunda vez con más fuerzas la misma señora Carlota, mandándose al efecto las comunicaciones y parlamentos por medio de su confidente Contucci… Con este motivo reinó hasta… el año 12, o más bien hasta que se colgaron aquí algunos españoles.”

El proyecto había fracasado principalmente por la injerencia británica, a cuyos intereses políticos y comerciales convenía el mantenimiento del statu quo, ya que el tratado Apodaca-Canning otorgaba a Gran Bretaña facilidades en el comercio con América española a cambio de la alianza con España en Europa. Mantener el statu quo era lo más conveniente para los factores de poder en juego; Gran Bretaña no deseaba que una princesa española en un hipotético reino rioplatense anulara las ventajas comerciales que ya disfrutaba o que intentase buscar ayuda de Fernando VII para reconstuir el imperio colonial español en Sudamérica, además se deseaba evitar un pleito entre Portugal (y luego, Brasil) y España por este motivo, lo cual arruinaría el comercio británico en el Atlántico sudamericano.
El carlotismo, si es que alguna vez tuvo posibilidades de lograr éxito, rápidamente había devenido una quimera.

### Enlaces a Wikipedia en otros idiomas
- Rodrigo Souza Coutinho, en portugués.
- Domingo Souza Coutinho, en portugués.
- José Presas, en portugués.
- William Sidney Smith, en inglés.

- Datos: Q2961062